# Праліси і квазіпраліси Лугівського лісництва
Праліси і квазіпраліси Лугівського лісництва — пралісова пам'ятка природи місцевого значення. Об'єкт розташований на території Рожнятівського району Івано-Франківської області, ДП «Брошнівське лісове господарство», Лугівське лісництво, квартал 26, виділи 11, 15, 20, 23; квартал 27, виділи 17, 19, 21, 22, 23, 25, 27.
Площа — 193,2 га, статус отриманий у 2020 році.